# Banana Kong
Banana Kong là một trò chơi "không ngừng chạy" được phát hành bởi FDG Entertainment vào ngày 24 tháng 1 năm 2013. Trong trò chơi này, người chơi sẽ nhận nhiệm vụ giúp chú khỉ Kong tránh khỏi "cơn bão" chuối và thu thập thật nhiều loại hoa quả khác để tăng sức mạnh. Người chơi sẽ phải đóng vai chú khỉ Kong đi ăn hết nhưng quả chuối đang treo trên các cành cây hoặc dưới đáy biển. Trải nghiệm cảm giác chạy, nhảy, lao và đánh đu trên các loại dây leo khi người chơi giúp Banana Kong chạy thật nhanh thoát khỏi trận tuyết lở toàn chuối.

## Cách chơi
Kong sẽ tự động chạy nước rút, với một lần chạm sẽ giúp nó nhảy lên khỏi không trung. Giữ ngón tay xuống phía dưới sẽ giúp Kong trượt trong một khoảng cách ngắn, trong khi lướt sang bên phải sẽ gây ra lực tàn phá lớn bằng vai làm vỡ nát những chướng ngại vật xuất hiện ở đường chạy. Điều khiển đơn giản là chìa khóa của những trò chơi giải trí nhẹ nhàng, và Banana Kong đã sở hữu được ưu điểm này. Trong hành trình của mình thì người chơi cũng phải thu thập chuối để làm đầy thanh năng lượng. Khi năng lượng đầy người chơi có thể dùng nó để vượt qua những trở ngại như là tường đá, ống nước. Có khá nhiều tùy chọn nâng cấp như là nâng cấp năng lượng, nâng cấp tốc độ chạy, dùng nam châm để hút chuối... người chơi có thể mua trong shop tùy vào lượng chuối thu thập.
Người chơi va chạm với một trong số những chướng ngại vật này hoặc rơi vào những mối nguy hiểm khác, ví như một hồ nước lớn sẽ khiến Kong dừng cuộc chơi.

## Địa hình
Có 4 địa hình: rừng, hang đá, cành cây, đáy biển. Nếu muốn "nhảy" qua những địa hình khác, người chơi cần phải lướt vào ống nước để xuống nước... chơi với cá, đu trên dây leo để lên ngọn cây hoặc lướt vào đá để khám phá lòng đất.

## Động vật
Có ba con vật: toucan, lợn, rùa. Mỗi con vật sẽ có khả năng đặc biệt riêng. Ví dụ chim giúp chú khỉ nhà ta bay cao còn rùa sẽ giúp người chơi bơi nhanh hơn không thoát khỏi hàm răng của cá sấu đang canh me, v.v. giúp người chơi có cơ hội sống sót và phiêu lưu xa hơn trong rừng xanh.

## Nhiệm vụ
Banana Kong cũng cung cấp một hệ thống nhiệm vụ tương tự như những trò chơi "endless running" hiện nay, mỗi khi hoàn thành người chơi sẽ kiếm thêm được chuối. Nhìn chung, hệ thống này không có gì quá nổi bật, nó như một phần không thể thiếu đối với thể loại game này. Chú ý là các nhiệm vụ chỉ có hiệu lực trong 1 lượt chơi.

## Tính năng
Các tính năng chính của game Banana Kong:
- Tích hợp đầy đủ dịch vụ của trò chơi.
- Chỉ mất 10 giây cho việc khởi động trò chơi.
- Sắm sửa vật dụng để nâng cấp trang bị và thú cưỡi.
- Các con vật trong trò chơi có thể di chuyển.
- Chỉ điều khiển với một ngón tay cái.